# Trimethoprim
Trimethoprim ist ein Arzneistoff aus der Wirkstoffgruppe der Antibiotika.

## Wirkmechanismus und -spektrum
Trimethoprim wirkt bakteriostatisch, indem es die Dihydrofolatreduktase blockiert, wodurch der Folsäure-Stoffwechsel von grampositiven und gramnegativen Keimen gehemmt wird. Die Affinität zur bakteriellen Dihydrofolatreduktase ist über tausend Mal höher als die zur humanen Dihydrofolatreduktase. Als Einzelsubstanz wird es im Wesentlichen zur Behandlung von unkomplizierten Harnwegsinfekten, aber auch gegen Infektionen der oberen Luftwege eingesetzt. Die Kombination mit Wirkstoffen wie Sulfamethoxazol aus der Gruppe der Sulfonamide (ergibt Cotrimoxazol) erweitert das Wirkspektrum unter anderem auf Protozoen wie Toxoplasma gondii oder den Pilz Pneumocystis jirovecii, vergrößert aber auch das Nebenwirkungsspektrum. Die feste Kombination von Trimethoprim und Sulfamethoxazol ist als Cotrimoxazol (kurz Cotrim) bekannt.
Des Weiteren wird die Kombination aus Trimethoprim und Sulfamethoxazol auch zur Behandlung der Autoimmunerkrankung Granulomatose mit Polyangiitis im lokalisierten Stadium angewendet.

## Nebenwirkungen
Neben Magen-Darm-Beschwerden, die bei Antibiotika häufig zu beobachten sind, können gelegentlich Hautausschläge mit juckenden Flecken auftreten. In Einzelfällen sind auch schwere Hauterscheinungen bis hin zum Lyell-Syndrom beschrieben. Selten kommen vor: eine aseptische Meningitis, ein Anstieg der Transaminasen, des gelben Blutfarbstoffes Bilirubin oder der harnpflichtigen Substanzen Kreatinin und Harnstoff, geringgradige Veränderungen des Blutbildes sowie Fieber. Einzelfallbeschreibungen gibt es für Hautreaktionen durch Lichtschädigung (phototoxische Reaktionen) und Entzündungen der Bauchspeicheldrüse. Nach längerer Anwendung kann es auch zur Störung der Spermienbildung (Spermatogenese) sowie zu einer Superinfektion durch Sprosspilze oder resistente Bakterien kommen.

## Handelsformen
Trimethoprim ist als Tablette mit 50, 100, 150 oder 200 mg Wirkstoff sowie als Saft mit 50 mg in 5 ml erhältlich.

## Handelsnamen
Monopräparate
Infectotrimet (D, A), Motrim (A), Triprim (A)
Kombinationspräparate
Bactrim (A), Cotribene (A), Cotrim (D), Drylin (D), Eusaprim (D, A), Kepinol (D), Lidaprim (A), TMS forte (D)